# Janowiec Wielkopolski (gmina)
Janowiec Wielkopolski est une gmina mixte du powiat de Żnin, Couïavie-Poméranie, dans le centre-nord de la Pologne. Son siège est la ville de Janowiec Wielkopolski, qui se situe environ 18 km au sud-ouest de Żnin et 53 km au sud-ouest de Bydgoszcz.
La gmina couvre une superficie de 130,74 km2 pour une population de 9 314 habitants.

## Géographie
La gmina est bordée par les gminy de Damnica, Nowa Wieś Lęborska, Potęgowo, Słupsk, Smołdzino et Wicko.